# Marcus Klein (Politiker)

Marcus Klein (2020)

Marcus Klein (* 12. November 1976 in Kaiserslautern) ist ein deutscher Politiker und Mitglied der CDU. Er ist seit 2019 erneut Mitglied des rheinland-pfälzischen Landtags, dem er bereits von 2011 bis 2016 angehörte.

## Leben
Marcus Klein besuchte das Sickingengymnasium Landstuhl. Nach seinem Abitur und dem Wehrdienst begann er ein Jurastudium an der Universität Heidelberg. Dieses setzte er an der Universität des Saarlandes fort. Nach dem Ersten Staatsexamen absolvierte er sein Referendariat am Saarländischen Oberlandesgericht.
Mit dem Zweiten Juristischen Staatsexamen trat er als Beamter in den Saarländischen Landesdienst ein; zunächst im Umweltministerium, später in der Staatskanzlei. Zuletzt leitete Klein das Büro des Saarländischen Ministerpräsidenten Peter Müller.

## Politische Ämter
1993 trat Klein in die Junge Union und CDU ein. 1997 wurde er Kreisvorsitzender der JU Kaiserslautern-Land. Von 1998 bis 2000 war er Stellvertretender Landesvorsitzender der JU Rheinland-Pfalz. Von 2000 bis 2006 gehörte Klein dem Bundesvorstand der Jungen Union an, von 2002 bis 2006 als deren Stellvertretender Bundesvorsitzender.
Seit 2009 ist Klein Kreisvorsitzender der CDU. Außerdem gehörte er bis 2013 dem Bezirksvorstand seiner Partei an.
Seit 1999 war beziehungsweise ist er Mitglied im Stadtrat von Ramstein-Miesenbach und im Kreistag Kaiserslautern. Seit 2009 bis zur Wahl zum Ersten Beigeordneten gehörte er dem Verbandsgemeinderat an; dort war er Vorsitzender der CDU-Fraktion. Vom 1. Juni 2016 bis Oktober 2019 war Klein Erster Beigeordneter der Verbandsgemeinde Ramstein-Miesenbach.
Bei der Landtagswahl am 27. März 2011 war Klein Direktkandidat für den Wahlkreis 45 (Kaiserslautern-Land). Klein zog über Listenplatz 33 seiner Partei in den Landtag ein.
Er gehörte dem Ausschuss für Medien und Netzpolitik und dem Europaausschuss des Landtages an. Weiter war er Mitglied der Enquete-Kommission 16/2 „Aktive Bürgerbeteiligung für eine starke Demokratie“ und des Interregionalen Parlamentarierrates, sowie Stellvertreter im Haushalts- und Finanzausschuss, sowie im Ausschuss für Justiz und Verbraucherschutz. Er gehörte der Kommission beim Landesbeauftragten für den Datenschutz an.
Zur Landtagswahl 2016 trat Klein erneut im Wahlkreis Kaiserslautern-Land als Direktkandidat für die CDU an. Nachdem die langjährige Wahlkreissiegerin Margit Mohr nicht erneut antrat, rechnete sich Klein gegen den neuen SPD-Direktkandidaten Daniel Schäffner Chancen aus, den Wahlkreis zu gewinnen. Allerdings könnte Schäffner mit 38,1 % das Direktmandat vor Klein mit 36,3 % der Erststimmen gewinnen. Da Klein auf der Landesliste in Erwartung des Direktmandates auf einem hinteren Listenplatz platziert worden war, gelang ihm nicht der erneute Einzug in den rheinland-pfälzischen Landtag. Am 1. Oktober 2019 rückte er für Ralf Seekatz in den Landtag nach.
Die Klage eines Mitbewerbers gegen seine erneute Berufung in den Landtag wies der Verfassungsgerichtshof Rheinland-Pfalz am 19. März 2020 zurück. Zur Landtagswahl 2021 kandidierte Klein erneut als Direktbewerber im Wahlkreis 46 Kaiserslautern-Land und konnte ihn mit 34,3 % gegenüber seinem Mitbewerber von der SPD gewinnen.
Er gehört in der 18. Wahlperiode dem Rechtsausschuss des Landtags an. Zudem ist der stellvertretender Vorsitzender des Untersuchungsausschusses 18/1 „Flutkatastrophe“.
Zur 17. Bundesversammlung wurde er vom Landtag als Mitglied entsandt.
Seit Dezember 2024 ist er Parlamentarischer Geschäftsführer der CDU-Landtagsfraktion. Zuvor war er stellvertretender Fraktionsvorsitzender gewesen.

## Privates
Klein lebt in Steinwenden. Er ist verheiratet und hat zwei Kinder.